# Marie Wattel
Marie Wattel (Lilla, 2 giugno 1997) è una nuotatrice francese.

## Carriera
Specializzata nello stile libero e nella farfalla, in carriera ha conquistato quattro ori europei.

## Palmarès
- Mondiali

Gwangju 2019: bronzo nella 4x100m sl mista.
Budapest 2022: argento nei 100m farfalla.
Singapore 2025: bronzo nella 4x100m sl mista.
- Europei

Glasgow 2018: oro nella 4x100m sl e nella 4x100m sl mista.
Budapest 2020: oro nei 100m farfalla, argento nei 100m sl e bronzo nella 4x100m sl.
Roma 2022: oro nella 4x100m sl mista, argento nei 50m farfalla, nei 100m farfalla e nella 4x100m misti.
- Europei in vasca corta:

Copenaghen 2017: argento nei 100m farfalla e bronzo nella 4x50m misti.
- Giochi del Mediterraneo

Tarragona 2018: oro nei 200m sl, argento nella 4x100m sl e nella 4x200m sl e bronzo nei 50m farfalla.
- Europei giovanili

Poznań 2013: bronzo nei 100m farfalla.

## Primati personali
I suoi primati personali in vasca da 50 metri sono:
- 50 m stile libero: 24"54 (2021)
- 100 m stile libero: 53"12 (2021)
- 200 m stile libero: 1'58"18 (2018)
- 50 m delfino: 25"50 (2019)
- 100 m delfino: 56"16 (2021)

I suoi primati personali in vasca da 25 metri sono:
- 100 m stile libero: 51"45 (2019)
- 200 m stile libero: 1'54"23 (2018)
- 50 m delfino: 25"16 (2020)
- 100 m delfino: 55"72 (2020)
- 200 m delfino: 2'05"53 (2015)

## International Swimming League
| Stagione 2019 | stagione 2020 | Stagione 2021 |
| ------------- | ------------- | ------------- |
| London Roar   | London Roar   | London Roar   |